# Кинематограф Турции
Кинематограф Турции является важной ветвью турецкой культуры. Студия «Ешилчам» Yeşilçam («Зелёная Сосна») — основа турецкой киноиндустрии.

## До Первой мировой войне
Первый показ в Османской Империи состоялся в 1896 году во дворце Йылдиз Султана Абдул-Хамида II в Константинополе благодаря предствавителю французской компании «Pathé Fréres» польскому еврею Зигмунду Вайнбергу, а в начале XX века открылись первые публичные кинотеатры в Константинополе и Измире, где показывали иностранные фильмы.
История кинематографа в Османской Империи началась с нескольких коротких хроник 1897 года, снятых помощником братьев Люмьер — кинооператором Промио в Константинополе и Смирне: «Парад турецкой пехоты», «Турецкая артиллерия», «Панорама Золотого Рога» и «Панорама Босфора».
В ноябре 1914 года, вскоре по вступлении Турции в войну на стороне Германии, режиссёр и офицер Фуат Узкынай снял первый собственно турецкий фильм — документальные кадры об уничтожении храма-памятника русским воинам в Сан-Стефано, который назывался «Разрушение русского памятника в Сан-Стефано» (тур. Ayastefanos'daki Rus Abidesinin Yıkılışı). В соответствии с германской моделью, в 1915 было организовано Центральное военное управление кинематографии (тур. Merkez Ordu Sinema Daires), директором которого стал Зигмунд Вайнберг — к тому времени военный офицер, а Фуат Узкынай — его ассистентом. В задачи входила съёмка военных операций, манёвров и фабрик. В период с 1916 по 1918 год появился первый художественный фильм, снятый Фуатом Узкынаем вместе с Зигмундом Вайнбергом и имевший название «Женитьба Химмета Ага».

## 1919—1950
После мировой войны кино в Турции производилось силами частных компаний, а также Центральной Кинодирекцией и Обществом Помощи инвалидам и ветеранам войны. Их первым значительным фильмом была документальная лента, сделанная в 1922 году, — «Независимость, Победа Измира» (тур. Kurtuluş, İzmir Zaferi) о взятии Смирны в сентябре 1922 года войсками кемалистов.
Другими знаменитыми режиссёрами, запустившими коммерческое кино стали Седат Симави с фильмами «Пятерня» (тур. Pençe) и «Лазутчик» (тур. Casus) в 1917, а также Ахмет Феким, режиссёр фильма «Гувернантка» (1919) (тур. Mürebbiye) по роману Хюсейна Рахми Гюрпынара (тур. Hüseyin Rahmi Gürpınar) и «Бинназ» (тур. Binnaz) по пьесе в стихах поэта Юсуфа Зии Ортача. Интерес вызвали три серии о Мажордоме Биджане-эфенди(1921) (тур. Bican Efendi), снятые режиссёром Шади Карагёзоглу (тур. Şadi Fikret Karagözoğlu), который ввёл первого комедийного персонажа в турецкий кинематограф. В 1919 году братья К. Седен-эфенди и Ш. Седен-эфенди создали в Константинополе первую фирму по прокату фильмов, преобразованную в 1922 году в киностудию «Кемаль-фильм».
После провозглашения Турецкой республики в 1923 году, турецкое кинопроизводство находилось во власти монополии братьев Ипекчи вплоть до 1941 года, а единственным режиссёром во всей Турции до 1939 года был Мухсин Эртугрул, снявший более 30 фильмов по популярным пьесам, опереттам и романам. Среди его работ выделяется «Огненная рубашка» (1923) — фильм о национальной борьбе, снятый по произведению Халиде Адывар, в этом фильме снялись первые актрисы Турции Бедиа Муваххит и Неййире Нейир; «Нация пробуждается» (тур. Bir Millet Uyanıyor) — ещё одна историческая эпопея о Войне за независимость, считавшаяся краеугольным камнем турецкого кино; и фильм «Айсель — девушка из залива» (тур. Bataklı Damın Kızı Aysel), снятый по мотивам рассказов писателя Александра Грина и зажёгший звезду актрисы Джахиде Сонку (тур. Cahide Sonku). В батальных сценах картины «Нация пробуждается» заметно влияние советской школы (Эртугрул жил в СССР в 1925—1928 годах, где снимал фильм «Спартак»). В 1928 он возглавил вновь созданную прокатно-производственную кинофирму «Ипек-фильм» в Стамбуле.
В 1920-е годы производственная база турецкого кино была полукустарной. Студий было мало. Оборудование на них было примитивным, искусственное освещение при съёмках почти не применялось. За год снимались две-три документальные ленты, а за полтора-два года — игровой фильм. Однако в связи с ростом популярности предприниматели строили всё больше кинотеатров. В основном, в Стамбуле, Измире, Анкаре, Бурсе, Зонгулдаке. Больше всего их насчитывалось в Константинополе — более 20 кинотеатров к концу 20-х годов.
Власть уделяла большое значение кино. На плакатах висели цитаты Мустафы Кемаля Ататюрка:
Кино — это такое открытие, которое со временем повлияет на мировую цивилизацию больше, чем изобретение пороха и электричества. Кино будет знакомить людей, живущих вдалеке друг от друга, и возбуждать любовь между ними, будет стирать противоречия во взглядах, окажет большую помощь в осуществлении человеческих идеалов. И мы должны придавать кинематографии то значение, которого она заслуживает.
Увеличению числа кинотеатров способствовали и принятые меджлисом в 1930 законы: первый — о муниципалитетах, которым вменялось в обязанность заботиться о развитии сети киноустановок; второй — о разрешении детям посещать дневные киносеансы. Однако для многочисленного сельского населения страны кино так и осталось диковинным зрелищем, знакомым только понаслышке.
Первый звуковой фильм появился в 1931 году и назывался «На улицах Стамбула» (тур. Istanbul Sokaklarinda). В 1934 году советские режиссёры снимали в Турции документальные фильмы: «Анкара-сердце Турции», режиссёр С. И. Юткевич и «Турция на подъёме», режиссёр Э. И. Шуб, в работе над которыми участвовали турецкие кино-деятели.
В сороковые кино находилось под сильным влиянием театра и его актёров. Эту практику нарушил режиссёр и продюсер Тургут Демираг, который, отучившись на кинофакультете Университета Южной Калифорнии, вернулся и организовал кинокомпанию «And Film», а через год — Гильдию Кинопроизводителей (тур. Yerli Film Yapanlar Cemiyeti) по аналогии с американской. Рост количества студий и производств способствовало тому, что государство в 1948 году уменьшило налог на производство турецких фильмов до 25 % (налог на фильмы иностранного производства остался 70 %). Стилистически ни кино, ни теория кино в то время не являлись в полном смысле «турецкими».
В 1953 году Тургут Демираг произвёл первый фильм ужасов под названием «Дракула в Стамбуле» (тур. Drakula Istanbul’da) на свободную тему романа Брэма Стокера, относящийся к эксплуатационному кино и до сих пор являющийся кинохитом.
Расцвет кино начался в пятидесятых, в 1952 году было выпущено 47 фильмов — больше, чем за все предыдущие годы вместе взятые.
Хотя искусство кино и было популярно, как и в странах Европы, первые показы фильмов предназначались для немусульман Перы (космополитичный район Стамбула) и для приближённых к трону. Кинематограф считался привилегией высшего класса. Это положение не менялось вплоть до студенческих бунтов в шестидесятых.

## Эпоха «Ешилчам»
Название «Ешилчам» Yeşilçam (Зелёная Сосна) возникло благодаря улице «Ешилчам» в районе Бейоглу в Стамбуле. Там обычно селились и работали актёры, художники и режиссёры, а сама марка Yeşilçam со временем стала представлять собой «турецкий Голливуд» того периода и сегодня вызывает ностальгию как классика и «старая школа турецкого кино». Аналогом названия послужил также национальный английский кинопродюсер «Pinewood».
Золотым временем считается десятилетие с 1965 по 1975 год. В 1971 году Турция стала третьим производителем по количеству фильмов в год (301 фильм).
Начало этого периода связано с приходом режиссёра Омера Лютфи Акада и его фильмов «Смерть блудницы» (1949), «Во имя закона» (1952), достигшего новых горизонтов в режиссуре, стилистической передаче и монтаже. Его примеру последовали Метин Эрксан, Атыф Йылмаз и Осман Седен. Типичным режиссёром стал Мемдух Ун, начинавший как автор дешёвых мелодрам, но развившийся до нового кинематографического языка в фильме «Три друга» (1958). Осман Седен привнёс эротизм и насилие в турецкое кино. Его известные фильмы — «Враг отрезает пути» (1959) и «Во имя чести» (1960) — о войне за независимость.
К популярным жанрам можно отнести малобюджетные мелодрамы и боевики, поддерживающие устоявшиеся нормы морали среди их зрителей — прибывающего из деревни в город населения — пролетариата, среднего класса и домохозяек. Мелодрамы-арабески, в которых исполнялась народная музыка таких певцов как Мюслюм Гюрсес, Ибрагим Татлысес и Орхан Генджебай были не менее обожаемы.
Знаменитыми турецкими актёрами, ассоциативно связанными с «Ешилчам» являются Айхан Ышик, Бельгин Дорук, Кадир Инаныр, Тюркан Шорай, Джунейт Аркын, Кемаль Сунал, Шенер Шен и Филиз Акын. Наиболее известными фильмами того времени стали «Прохожий» («Sürtük», 1965), «Богиня любви» («Aşk Mabudesi», 1969), «Моя черноглазая» («Karagözlum», 1970), и «Чужестранник в городе» («Şehirdeki Yabancı», 1962) с обаятельной Нилюфер Айдан в главной роли.
Начиная с 60-х турецкое общество претерпело радикализацию в связи с военным переворотом 1960 года. Турецкий кинематограф выбирал новые пути самореализации, на него оказывали влияние французская новая волна, итальянский неореализм и социалистический реализм. Наиболее известный режиссёр того времени — Йылмаз Гюней с его шедевром «Надежда» (Umut, 1970). Политическое кино «Засушливое лето» (1964, Susuz Yaz) и неореалистическая драма «За пределами ночей» (1960, Gecelerin Otesi) режиссёра Метина Эрксана составляют идейную основу кинематографа 60-х.
В 1964 году открылся первый национальный кинофестиваль в Анталии (тур. Antalya Altin Portakal Film Festival).

## Современное кино
Развитие видео и телевидения, а также американский бойкот, наложенный на турецкий рынок за вторжение на Кипр в 1974 году привели к завершению эпохи «Ешилчам» и даже к закрытию половины кинотеатров страны. После него снималось кино социального направления, «арабески» и сексуальные комедии.
После военного переворота 1980 и хаоса в экономике, вводится цензура, производство фильмов сокращается до 20 названий в год. Йылмаз Гюней, находится в тюрьме и пишет сценарий фильма «Стадо». Через 4 года его фильм «Дорога» получил приз «Золотая пальмовая ветвь» на Каннском кинофестивале.
Последователь Гюнея режиссёр Зеки Октен не только снимал фильмы по его сценарию («Стадо» (1979), «Враг» (1980)), но и привнёс в турецкий кинематограф психологизм, эпическую повествовательность, глубину деталей и иронию. Наряду с ним авторское кино обогатил режиссёр Эрдин Кераль, получивший второй приз на Международном кинофестивале в Берлине за «Сезон в Хаккари» (Hakkâri’de Bir Mevsim, 1983).
В 1982 году впервые открылся международный кинофестиваль в Стамбуле.
Сами 80-е характеризуются как «время женского кино», когда изображались героини на краю общества (проститутки), не принимаемые турецким обществом.
Настоящая массовость пришла в кино в 1996 году, когда рекорд по зрительской аудитории поставил фильм «Eşkiya» (2,5 млн.). Бум производства кино продолжает нарастать и в новом тысячелетии, в котором комедия «Kahpe Bizans» (2000) собрала 2 млн зрителей. Следующую метку взял фильм «Vizontele» (2001) с 3 млн зрителей и «Recep İvedik» (2008) (4,3 млн зрителей).
Лучшими режиссёрами Нового турецкого авторского кино считаются Нури Бильге Джейлан, Зеки Демиркубуз, Реха Эрдем, Семих Капланоглу, Йешим Устаоглу и Джем Йылмаз.
Лучшим блокбастером последнего времени является «Волчья долина — Ирак» (Kurtlar Vadisi: Irak, 2007), привлекший 4 миллиона зрителей. К теологическому кино относятся «Благочестие» (Takva, 2006) и «Поезда Адама» («Адам и дьявол») (Adem’in Trenleri, 2007), разрабатывающие тему испытаний веры, а также «Пучина» (Girdap, 2008).
Также нельзя не упомянуть исторический телесериал «Великолепный век». Рассказывающий про эпоху султана Сулеймана 1 Великолепного и его возлюбленной Хюррем Султан. 
В 2014 году фильм Нури Бильге Джейлана «Зимняя спячка» стал обладателем «Золотой пальмовой ветви» 67-го Каннского кинофестиваля.